# Mezinárodní letiště Tchaj-jüan Wu-sü
Mezinárodní letiště Tchaj-jüan Wu-sü (čínsky v českém přepisu Tchaj-jüan Wu-sü kuo-ťi ťi-čchang, pchin-jinem Chángchūn Lóngjiā Guójì Jīcháng, znaky zjednodušené 长春龙嘉国际机场, tradiční 長春龍嘉國際機場, IATA: TYN, ICAO: ZBYN) je mezinárodní letiště u Tchaj-jüanu, hlavního města provincie Šan-si v Čínské lidové republice. Leží ve vzdálenosti přibližně patnácti kilometrů jihovýchodně od centra Tchaj-jüanu.
Vzniklo v roce 1939 a poslední zásadní rekonstrukcí prošlo v letech 2006–2007, aby mohlo v době letních olympijských her v roce 2008 sloužit návštěvníkům her jako doplňkové k pekingskému letišti.